# Ernest B. Schoedsack
Ernest Beaumont Schoedsack (Council Bluffs, Iowa, 8 de junho de 1893 - Los Angeles, Califórnia, 23 de dezembro de 1979) foi um produtor, roteirista, diretor de fotografia e cineasta estadunidense.
Schoedsack é provavelmente mais lembrado por ter sido codiretor do clássico King Kong, de 1933. Dirigiu também Mighty Joe Young para a RKO em 1949, que foi uma reunião da equipe de criação de King Kong, (Merian C. Cooper, Ruth Rose e Willis O'Brien).
Era casado com a roteirista Ruth Rose. Estão enterrados juntos no Westwood Village Memorial Park Cemetery, em Los Angeles.

## Filmografia

### Diretor
1. This Is Cinerama (1952) (sem créditos) (Apenas prólogo)
2. Mighty Joe Young (1949)
3. Dr. Cyclops (1940)
4. Outlaws of the Orient (1937)
5. Trouble in Morocco (1937)
6. The Last Days of Pompeii (1935)
7. Long Lost Father (1934)
8. The Son of Kong (1933)
9. Blind Adventure (1933)
10. King Kong (1933) (sem créditos)
11. The Monkey's Paw (1933)
12. The Most Dangerous Game (1932)
13. Rango (1931)
14. The Four Feathers (1929)
15. Chang: A Drama of the Wilderness (1927)
16. Grass: A Nation's Battle for Life (1925) (sem créditos)

### Produtor
1. The Son of Kong (1933) (produtor) (sem créditos)
2. King Kong (1933) (produtor) (sem créditos)
3. Rango (1931) (produtor)
4. The Four Feathers (1929) (produtor)
5. Chang: A Drama of the Wilderness (1927) (produtor)
6. Grass: A Nation's Battle for Life (1925) (produtor) (sem créditos)

### Roteirista
1. Rango (1931) (estória)
2. Chang: A Drama of the Wilderness (1927) (sem créditos)

### Ator
1. King Kong (1933) (sem créditos) .... Machine-Gunner on Plane That Kills Kong

### Diretor de fotografia
1. Rango (1931)
2. The Four Feathers (1929) (sem créditos)
3. Captain Salisbury's Ra-Mu (1929)
4. Chang: A Drama of the Wilderness (1927) (sem créditos)
5. Grass: A Nation's Battle for Life (1925)
6. Beach of Dreams (1921) (como Felix Schoedsack)
7. A Love Chase (1917)
8. A Dark Room Secret (1917)
9. His Widow's Might (1917)
10. Her Torpedoed Love (1917) (como Felix Schoedsack)
11. Her Fame and Shame (1917) (como Felix Schoedsack)
12. Her Marble Heart (1916) (como Felix Schoedsack)